# Хайндс, Эдвард
Эдвард Хайндс (англ. Edward (Ed) Allen Hinds; род. 8 сентября 1949) — британский физик, исследователь в области физики ультрахолодных атомов.
Член Лондонского королевского общества (2004), доктор философии (DPhil), исследовательский профессор Королевского общества в Имперском колледже Лондона, где также возглавляет Центр холодной материи.
В 1988-1995 гг. полный профессор Йельского университета.
В 1995—2002 гг. профессор физики Сассексского университета.
В 1999—2004 гг. старший исследовательский фелло Engineering and Physical Sciences Research Council.
С 2002 года профессор физики Имперского колледжа Лондона.
Действительный член Института физики, Оптического общества, Американского физического общества.

## Награды и отличия
- Премия Гумбольдта (1998)
- Institute of Physics Joseph Thomson Medal and Prize[англ.] (2008)[3]
- Медаль Румфорда (2008)[4]
- Медаль и премия Фарадея (2013)[5]
- Бейкеровская лекция (2019)[6]